# 叠穗莎草
叠穗莎草（学名：Cyperus imbricatus）为莎草科莎草属的植物。分布于马来亚、越南、马尔加什、非洲以及美洲、日本、台湾岛、印度以及中国大陆的广东等地，生长于海拔1,370米的地区，多生长在浅水塘和荫湿的地方，目前尚未由人工引种栽培。